# Erik Boezewinkel
Erik Boezewinkel (Hooglanderveen, 5 mei 1972) is een Nederlands voormalig veldrijder. Hij was in 1990 wereldkampioen bij de junioren, maar wist bij de elite niet door te breken. In 1995 werd hij wel nog derde op het Nederlandse kampioenschap, achter Adrie van der Poel en Richard Groenendaal en het jaar erop won hij de cross van Amersfoort. In 1998 eindigde hij als derde op het Nederlandse kampioenschap cross-country (mountainbiken)

## Belangrijkste overwinningen
1990
- Wereldkampioen veldrijden, Junioren

1996
- Cyclocross Amersfoort